# Pavel Karabanov
Pavel Fiodorovitch Karabanov (Па́вел Фёдорович Караба́нов), né le 25 octobre 1767 et mort le 30 mai 1851 à Moscou, est un érudit russe en histoire et antiquité, spécialiste de prosopographie et collectionneur.

## Biographie
Il est le fils du vice-gouverneur de Tver, Fiodor Léontiévitch Karabanov (1738-1813), devenu en 1785-1794 maréchal de la noblesse du gouvernement de Tver, et de son épouse Nastasia Grigorievna Kislovskaïa (1753-1791), cousine issue de germains du prince Potemkine.
Pavel Karabanov sert au régiment Preobrajenski et devient officier en 1789. L'année suivante, il quitte l'armée avec le rang de premier major. Il demeure l'hiver à Moscou et l'été dans son domaine de Kachine. Il épouse la princesse Varvara Ivanovna Gagarina (1779-1834), ce qui lui donne accès au grand monde et à la crème de la haute société. Consciencieux, travailleur et curieux, Pavel Fiodorovich retranscrit consciencieusement les histoires qu'il a entendues à propos de témoins oculaires et de participants à divers événements judiciaires et politiques. Plus tard, une collection intéressante d'histoires et d'anecdotes est compilée à partir de ces récits et publiée dans Rousskaïa Starina en 1871 et 1872.
À partir de 1792, Pavel Karabanov se consacre à collectionner des antiquités les plus diverses: modèles, pièces de monnaie, gravures et manuscrits. Sa collection comprenait plus de trois mille portraits gravés et autres de personnages historiques, des estampes, une collection de numismatique et de médailles, une collection d'anciens ustensiles russes, des icônes, des croix, des plats, des montres, des peintures, des livres, des dessins, etc. Déjà veuf, il achète l'hôtel particulier Kiriakov et y installe ses collections.
« Kalita, qui a donné son surnom au prince de Moscou, Ivan Ier Kalita, est un mot tatar signifiant « escarcelle », « bourse à la ceinture » ; on en trouve dans les chartes spirituelles (testaments) des princes de l'Ancienne Russie. La kalita d'Ivan le Terrible est faite de damassé rouge avec des plaques dorées en argent. Un sac semblable à celui-ci est dans la collection d'antiquités de P. F. Karabanov. Apparemment, le pieux tsar a laissé cette kalita comme souvenir à son bien-aimé monastère des Grottes de Pskov, qu'Étienne Bathory n'a pas pu prendre et qui a résisté à plusieurs reprises et vaillamment aux assauts et sièges des chevaliers livoniens. » (Fiodor Solntsev).

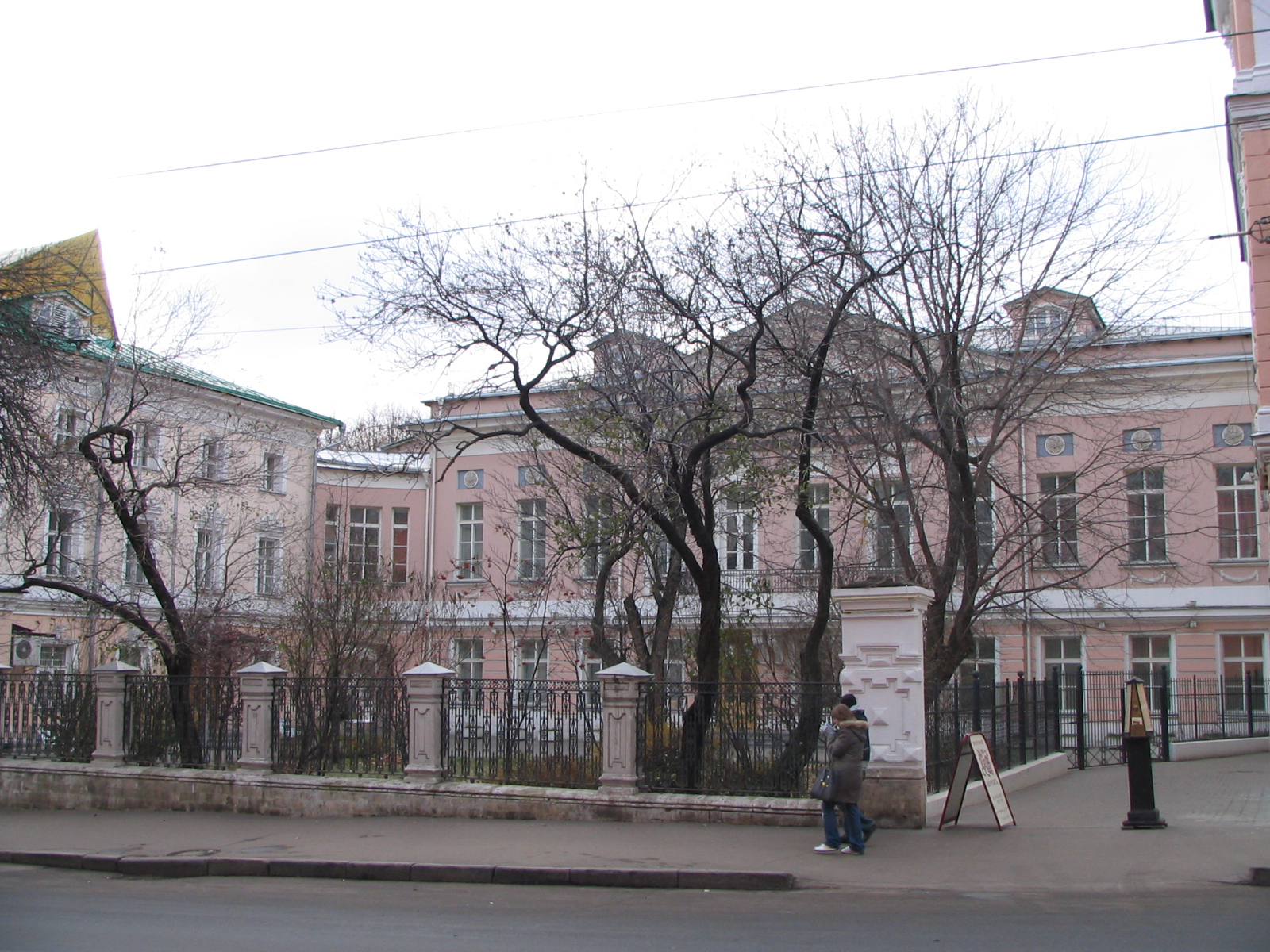
Hôtel particulier de Karabanov, au no 23 rue Petrovka.

Les objets les plus importants de ce musée d'antiquités ont été décrits par Gueorgui Filimonov. Selon les dernières volontés de Karabanov, la collection a été mise à la disposition de l'empereur Nicolas Ier, après quoi elle a été répartie entre divers organismes nationaux et bibliothèques. La plus grande partie des manuscrits est dévolue en 1852 à la bibliothèque impériale publique et une petite partie aux archives du ministère de la justice. La collection de portraits est léguée au musée de l'Ermitage et les antiquités au palais des Armures.
Quelques travaux de Karabanov sont publiés après sa mort par le prince Piotr Dolgoroukov et le prince Alexis Lobanov-Rostovski qui utilisèrent le matériel prosopographique accumulé par lui pour compiler le Livre généalogique russe. La sépulture de Karabanov se trouve sous la cathédrale de l'Intercession du monastère Novospasski.

## Quelques œuvres[4]
- Карабанов П. Ф., Гофмейстерины, статс-дамы и фрейлины русского двора XVIII и XIX в. : Списки, Доп. и примеч.: А. Б. Лобанов-Ростовский, СПб., тип. В. С. Балашева, 1872, стр 128, серия Отт. из журн. «Русская старина»
- Карабанов П. Ф., Исторические рассказы и анекдоты, записанные П. Ф. Карабановым, Примеч.: А. Б. Лобанов-Ростовский, СПб., тип. В. С. Балашева, 1872, стр 56, серия Отт. из журн. «Русская старина»;  М.|издательство ЯникО, 1994, стр 62,  (ISBN 978-5-88369-015-9)
- Карабанов П. Ф., Списки замечательных лиц русских, П. В. Долгоруков, М., Унив. тип., 1860, стр 112, серия Из 1-й кн. «Чтений в О-ве истории и древностей рос. при Моск. ун-те. 1860»